# Спроси у пыли (фильм)
«Спроси у пыли» (англ. Ask the Dust) — мелодрама Роберта Тауна по мотивам одноимённого романа Джона Фанте. Том Круз выступил продюсером фильма. Картина вышла в прокат 17 марта 2006 года.

## Сюжет
По роману Джона Фанте. На фоне Лос-Анджелеса 1932 года разворачивается история любви мексиканской красавицы-официантки Камиллы Лопес (Сальма Хайек) и начинающего писателя-итальянца Артуро Бандини (Колин Фаррел). Бандини живёт в полуподвале в меблированной комнате — будущий великий писатель, чьим единственным достижением является публикация рассказа «Смех маленькой собачки» в известном журнале. В свои 25, не имея близости ни с одной женщиной, Бандини пытается писать про любовь, вознося мольбы о вдохновении то портрету публициста Г.-Л. Менкина на стене, то гипсовой святой — и со временем получает то, о чём просил. Решив с достоинством потратить последний пятицентовик на чашку кофе, он знакомится со строптивой официанткой (Сальма Хайек). Их отношения стартуют со взаимных оскорблений на национальной почве (он итальянец, она — мексиканка), да и в дальнейшем приносят больше переживаний, чем радости: она все время раздевается, он явно боится голых женщин.
Параллельно в сюжете развиваются отношения главного героя с другими персонажами: соседом по отелю алкоголиком Хеллфриком (Сазерленд), который постоянно выпрашивает у Бандини деньги на выпивку и проституткой Верой Ривкин (Мензель), которая выслушивает рассказы Артуро о Камилле и является своего рода психоаналитиком для него.
Однако внешняя мелодраматическая сторона взаимоотношений служит лишь фоном для глубинных психологических переживаний главных героев, каждый из которых страдает от внутренних комплексов и зажимов, не дающих им раскрыться друг перед другом и обрести гармонию и счастье в дисгармоничном мире, раздираемом противоречиями и природными катаклизмами. Внешней метафорой этих метаний становится в фильме землетрясение, застающее Бандини прямо на улице, и он становится свидетелем гибели Веры под завалами. Страсть, жизнь на острие ножа без цели и смысла в заброшенном доме на берегу океана стирает социальные границы между героями, между национальностями и культурами и, в конечном счете, — между литературой и жизнью и приближают Бандини и Лопес к пониманию своей внутренней сущности, от которой они так мучительно страдают и которую так неистово стремятся избежать.

## В ролях
| Актёр              | Роль                     |
| ------------------ | ------------------------ |
| Сальма Хайек       | Камилла Лопес            |
| Колин Фаррелл      | Артуро Бандини           |
| Дональд Сазерленд  | Хеллфрик                 |
| Айлин Эткинс       | Миссис Харгривз          |
| Идина Мензель      | Вера Ривкин              |
| Джастин Кёрк       | Сэмми                    |
| Дион Баско         | Партисио (мальчик-слуга) |
| Джереми Кратчли    | Соломон (бармен)         |
| Уильям Мэпотер     | Билл                     |
| Тамара Крейг Томас | Салли                    |

## Факты
- Первоначально планировалось, что в роли Артуро Бандини снимется Вэл Килмер, однако актёр отказался от участия в фильме по неизвестным причинам.
- Ранее права на экранизацию романа принадлежали Мелу Бруксу.
- Сначала, за восемь лет до начала съёмок, Сальма Хайек отказалась от роли Камиллы Лопес, не желая, чтобы её типажом навсегда остались типичные мексиканки, но затем всё же согласилась сниматься.
- Песню I Don't Want to Set the World on Fire в фильме исполнил известный актёр озвучивания и певец Джесс Харнелл[1].